# InternetWorldStats
InternetWorldStats este un sit web care furnizează informații statistice și informații de piață despre rata de utilizare a internetului în 233 de țări.